# Geografia Aruby
Aruba – wyspa leżąca na południowym krańcu Morza Karaibskiego, 25 km na północ od wybrzeży Wenezueli w pobliżu zatoki Maracaibo. Jest niewielkim terytorium autonomicznym Niderlandów i zaliczana jest do Ameryki Środkowej. Aruba cechuje się nizinnym krajobrazem i podrównikowym klimatem. Została odkryta przez Hiszpanów w 1499 roku.
Aruba ma powierzchnię 180 km², jest zbliżona wielkością do dużego polskiego miasta. Poprzez wody terytorialne graniczy od południa z Wenezuelą, a od północy wyspę oblewają otwarte wody Morza Karaibskiego. Leży prawie 1400 km na północ od równika.

## Ukształtowanie poziome

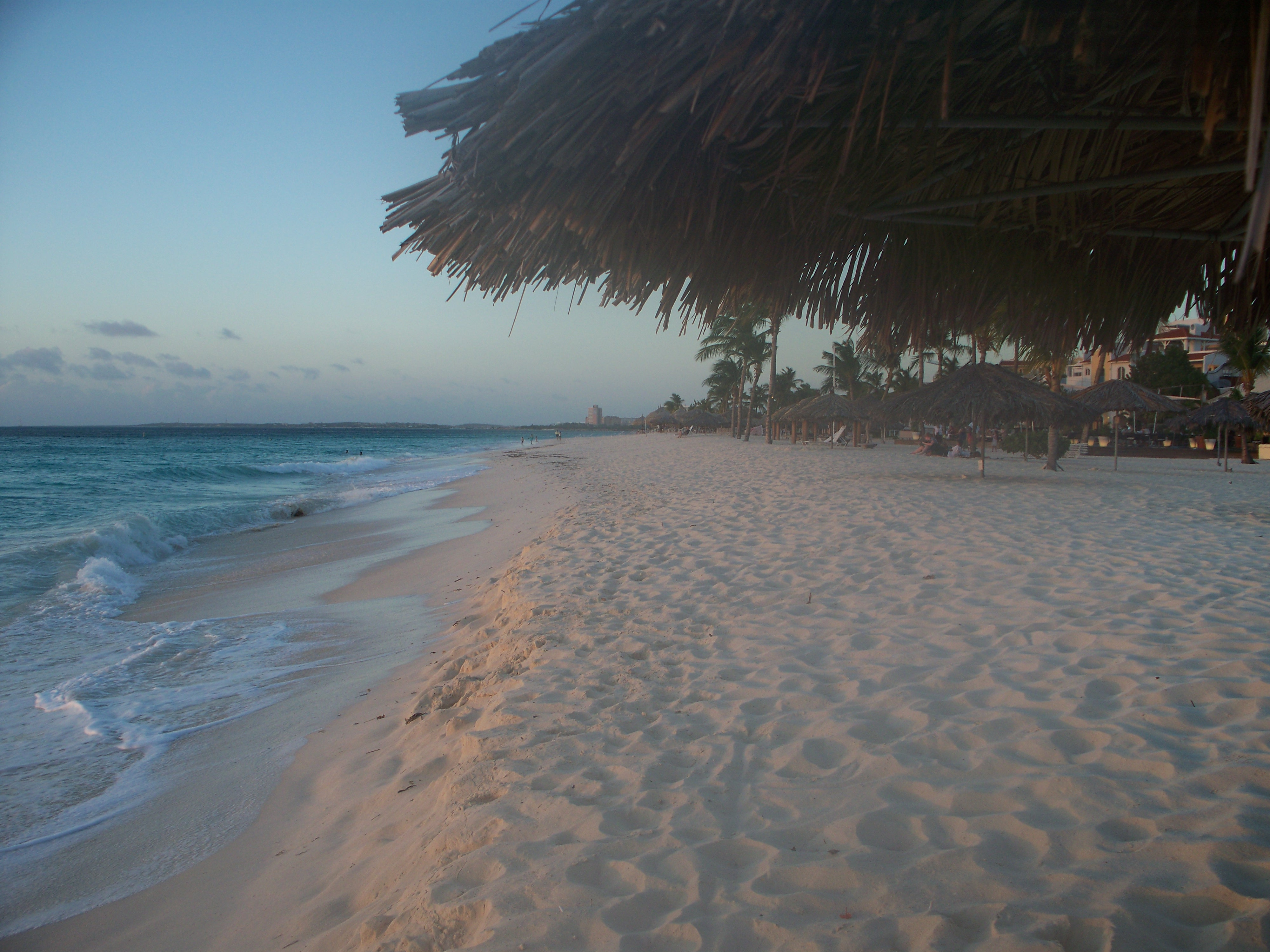
Wybrzeże Aruby

Aruba jest podłużną wyspą, długą na 30 i szeroką na mniej więcej 10 km, ułożona w kierunkach północny zachód-południowy wschód. Aruba charakteryzuje się słabo rozwiniętą linią brzegową długości 68 km, pozbawioną większych zatok i półwyspów. Terytorium składające się z jednej wyspy nie posiada żadnych innych mniejszych wysp, jedynie wzdłuż południowo-zachodniego wybrzeża ciągnie się pas długich, wąskich, rafowych wysepek koralowych. Wybrzeże jest niskie, na zachodzie i północy mające postać piaszczystych plaż, na wschodzie i południu występuje znaczny udział wybrzeża skalistego.

## Budowa geologiczna i rzeźba
Aruba leży niemal na granicy płyt: karaibskiej i południowoamerykańskiej i należy do struktury łuku antylskiego. Tym samym Aruba jest zaliczana do regionu Ameryki Północnej, pod względem tektonicznym wyspa jest jednak związana z fałdowymi łańcuchami Ameryki Południowej. Wyspa zbudowana jest ze skał zasadowych i ultrazasadowych pochodzących z kredy. W budowie geologicznej biorą także udział intruzywne skały kredowe, oraz osadowe sekwencje mioceńsko-plioceńskie. 
Aruba jest wyspą wybitnie nizinną, gdzie średnie wysokości wynoszą 30–40 m n.p.m. Pomimo wybitnie nizinnego charakteru Aruba cechuje się nieco urozmaiconą rzeźbą terenu, gdzie występują wzgórza i zagłębienia. Ciąg najwyższych wniesień zajmuje środkową część wyspy. Najwyższe wzniesienie wyspy, Jamanota, ma 188 m n.p.m., a drugie co do wielkości, Arikok, ma 176 m n.p.m.

## Klimat
Aruba leży w strefie klimatu podrównikowego, który cechuje się dosyć suchą odmianą, gdzie pora sucha jest wyraźnie zaznaczona w półroczu letnim, a największe opady występują nie latem, a od połowy listopada do połowy lutego. Klimat wyspy kształtuje północno-wschodni pasat, który do Aruby dociera jako suchy wiatr. Temperatury są wysokie, gdzie średnia roczna wynosi 27 °C. Nie występują większe wahania rocznych temperatur, gdzie średnie wartości wahają się od 27 °C do 29 °C. Dobowe amplitudy nie przekraczają 10 °C. Opady bardzo niskie, średnia roczna wynosi 500 mm. 

## Wody
Sieć rzeczna jest bardzo uboga, a na wyspie nie ma większych rzek i jezior.  Przyczyna jest wielkość samej wyspy uniemożliwiająca rozwój sieci hydrograficznej, a w szczególności niewielkie opady deszczu. 

## Gleby
Aruba należy do karaibskiej krainy glebowej. Powszechne są czerwonobrązowe gleby sawannowe. 

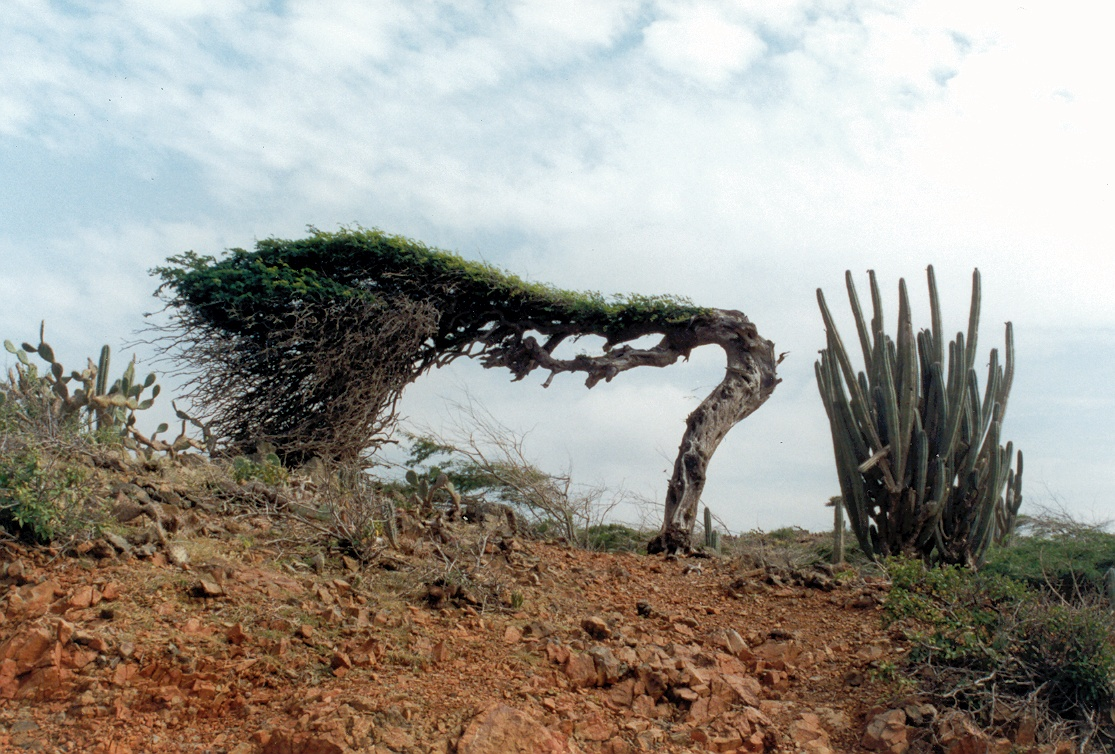
Drzewo divi-divi

## Flora i fauna
Roślinność jest bardzo uboga. Naturalną formację roślinną wyspy stanowiły sawanny, które zostały zdegradowane przez działalność człowieka. Miejscami zachowały się formy roślinności sucholubnej, jak kserofityczne zarośla i kaktusy. Charakterystycznym drzewem oprócz palmy jest drzewo divi-divi, które jest symbolem Aruby. Drzewa te w wyniku działania wiatrów często przybierają niezwykłe formy.
Fauna na Arubie jest prawie wyniszczona, brak jest dużych ssaków. Powszechne jest jedynie ptactwo morskie. Na lądzie dość liczne są jedynie takie zwierzęta jak węże, jaszczurki i różne gatunki owadów. Aruba należy do antylskiej krainy neotropikalnej. W wodach okalających wyspę występują różne gatunki ryb i innych zwierząt morskich.